# Scopocira dentichelis
Scopocira dentichelis is een spinnensoort in de taxonomische indeling van de springspinnen (Salticidae).
Het dier behoort tot het geslacht Scopocira. De wetenschappelijke naam van de soort werd voor het eerst geldig gepubliceerd in 1900 door Eugène Simon.